# Meyers Chuck
Meyers Chuck é uma Região censo-designada localizada no estado americano de Alasca, no Prince of Wales-Outer Ketchikan Census Area.

## Demografia
Segundo o censo americano de 2000, a sua população era de 21 habitantes.

## Geografia
De acordo com o United States Census Bureau, a localidade tem uma área de 2,1 km², dos quais 1,5 km² cobertos por terra e 0,6 km² cobertos por água.

## Localidades na vizinhança
O diagrama seguinte representa as localidades num raio de 56 km ao redor de Meyers Chuck.